# Darold Treffert
Darold A. Treffert (ur. w 1933,  zm. 14 grudnia 2020) – amerykański psychiatra związany z University of Wisconsin-Milwaukee, Marian University i szpitalem St. Agnes w Fond du Lac (Wisconsin), specjalizujący się w dziedzinie epidemiologii autyzmu i syndromu sawanta, autor lub współautor wielu publikacji na ten temat (m.in. wielokrotnie wznawianej książki Islands of Genius: The Bountiful Mind of the Autistic, Acquired and Sudden Savant, uczestnik realizacji takich filmów, jak Rain Man i Piękne umysły. Obszar jego zawodowej aktywności obejmował również ogólne zagadnienia dobrego samopoczucia i regulacje dotyczące praw osób z zaburzeniami psychicznymi.

## Życiorys

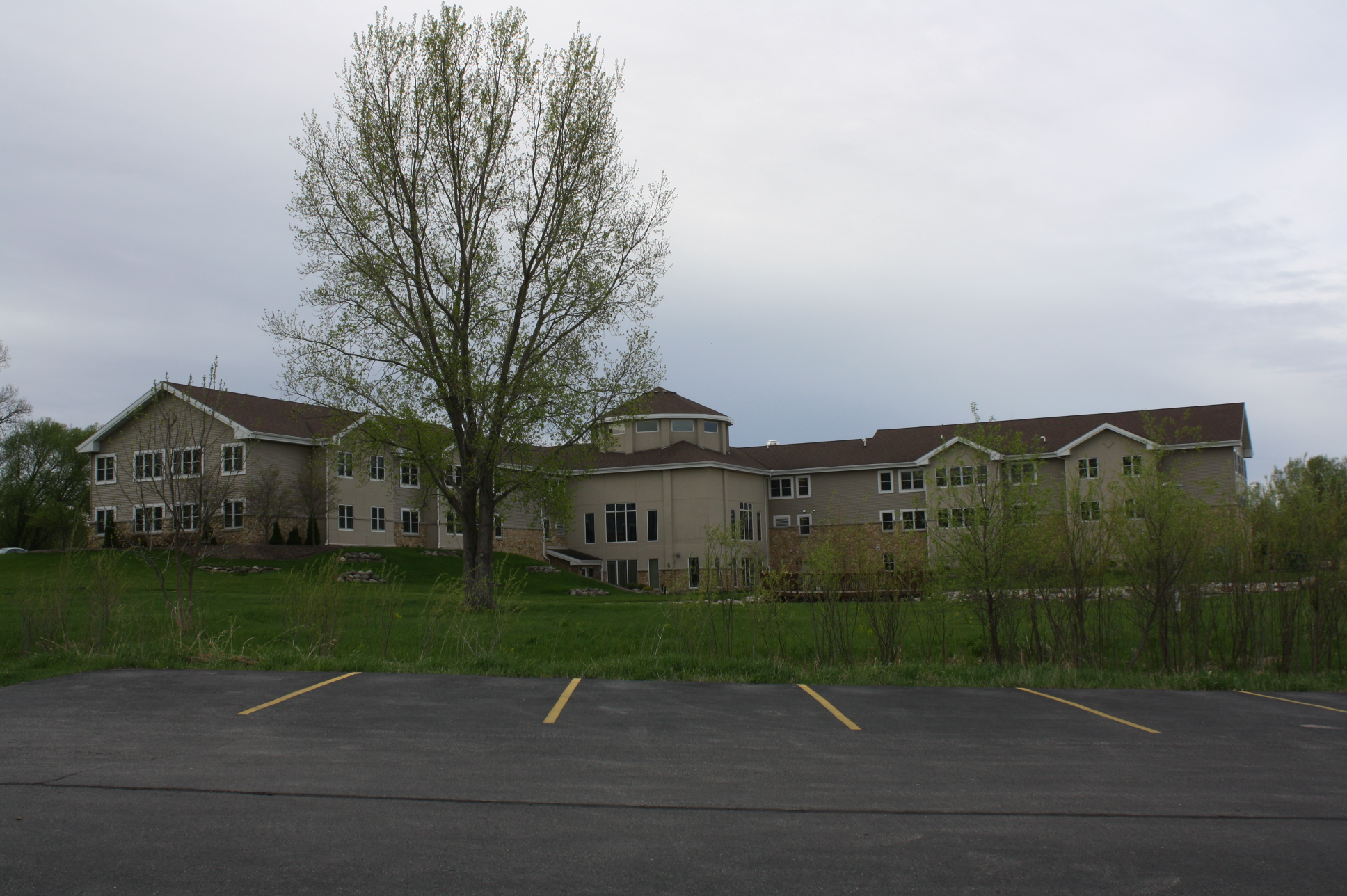
Dom Zgromadzenia Sióstr Św. Agnes w Fond du Lac

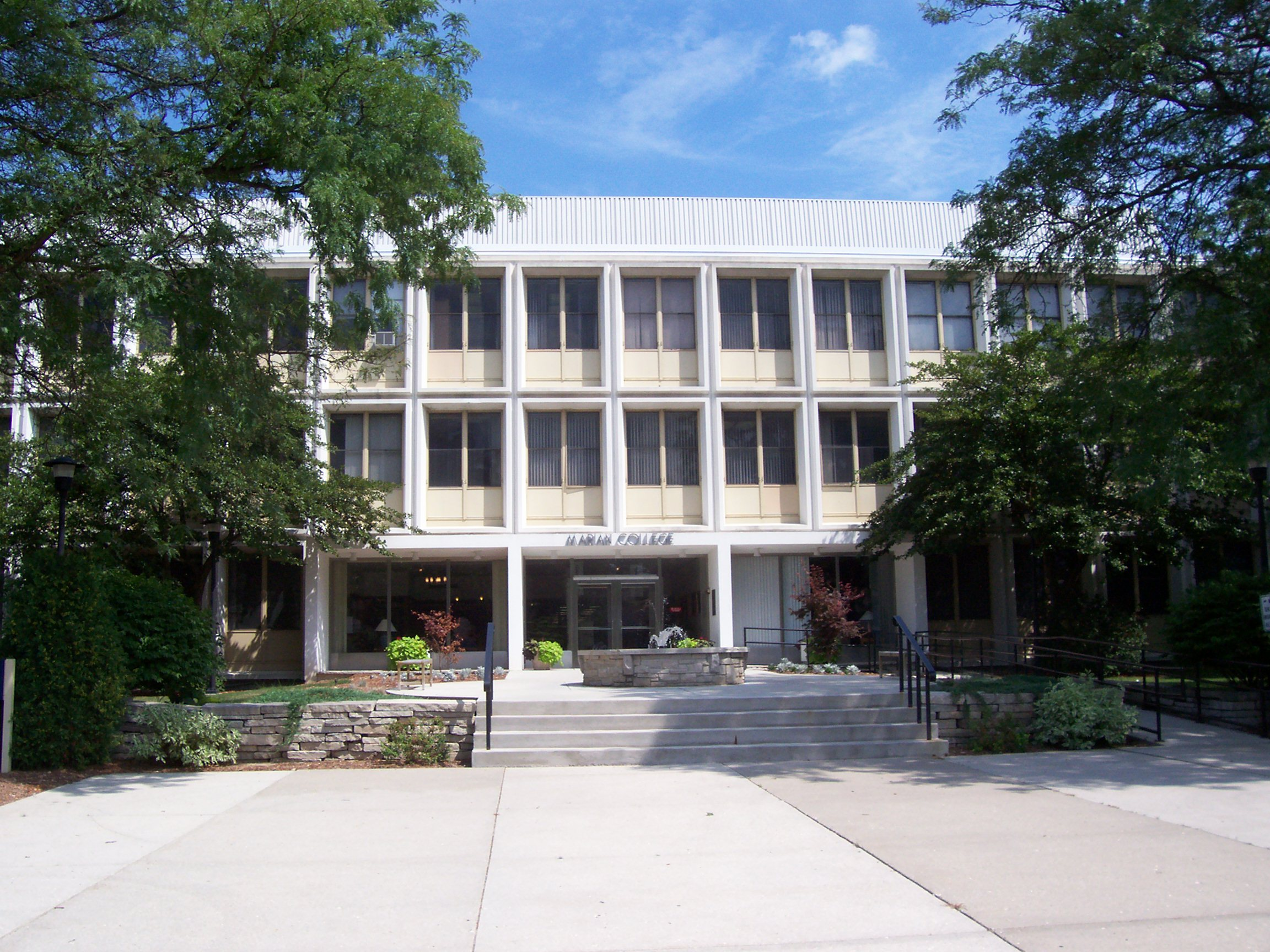
Budynek administracyjny Marian University (Fond du Lac, Wisconsin)

Studia medyczne ukończył w University of Wisconsin Medical School, otrzymując dyplom w 1958 roku, a następnie odbył staż w Eugene (Oregon) oraz rezydenturę w uniwersyteckim szpitalu psychiatrycznym w Madison (Wisconsin). Wkrótce potem rozpoczął działalność Child-Adolescent Unit w Winnebago Mental Health Institute. W latach 1964–1979 był kierownikiem tego Instytutu.
Od 1979 roku prowadził prywatną praktykę w dziedzinie psychiatrii oraz zajmował stanowiska dyrektora wykonawczego Health Care Center Hrabstwa Fond du Lac i dyrektora ds. medycznych w Alcoholism Rehabilitation Unit w St. Agnes Hospital w Fond du Lac. Pracował jako profesor kliniczny w University of Wisconsin Medical School i UW-Milwaukee. Został członkiem Rady Powierniczej Marian University.
Pełnił funkcję przewodniczącego Wisconsin Medical Society (1979–1980), był przewodniczącym Rady Dyrektorów tego stowarzyszenia (1981–1987), prezesem Wisconsin Psychiatric Association i American Association of Psychiatric Administrators oraz członkiem Controlled Substances Board, Wisconsin (1970–1982 oraz ponownie od sierpnia 2004). W latach 1995–2003 był członkiem Wisconsin Medical Examining Board (od 2002 – przewodniczącym).
W 1991 roku odszedł na emeryturę. Mieszka w Fond du Lac. Zajmuje się prowadzeniem badań, pisaniem i wykładami w Treffert Center, założonym na terenie kampusu St. Agnes Hospital w Fond du Lac.

## Obszar pracy zawodowej
W 1962 roku spotkał pierwszego autystycznego sawanta. Staraniom o zrozumienie niezwykłych umysłów – talentów tych niepełnosprawnych ludzi i próbom udzielenia im pomocy poświęcił dalsze życie zawodowe. Od ponad 50 lat konsekwentnie zajmuje się teoretycznymi, diagnostycznymi, terapeutycznymi i społecznymi problemami osób intelektualnie niepełnosprawnych w różnym stopniu (zob. diagnostyczny i statystyczny podręcznik zaburzeń psychicznych, DSM-IV, DSM-5). Największe zainteresowanie budzą wyniki wciąż nieukończonych badań, dotyczących sawantów – osób o różnym stopniu niepełnosprawności intelektualnej (kryteria klasyfikacyjne są wciąż aktualizowane), a równocześnie wybitnie uzdolnionych w różnych dziedzinach (uzdolnienia „wyspowe”). Sawantyzm pojawia się u ok. 10% osób zaburzeniami autystycznymi (autyzm jest diagnozowany u ok. 50% sawantów).
Autystyczny sawantyzm nie jest dotychczas opisany na gruncie teoretycznym, mimo obszernego zakresu wykonanych badań autyzmu. Opisy poszczególnych przypadków (nielicznych na świecie)  nie mają charakteru ogólnego. Stwierdzono, że deficytom psychicznym towarzyszą „wyspy geniuszu”, które zawsze są związane z doskonałą pamięcią operacyjną (m.in. funkcje hipokampa). Przejawiają się m.in. w umiejętnościach rysowania dokładnych planów urbanistycznych lub szczegółowych modeli przedmiotów, szybkiego wykonywania skomplikowanych operacji matematycznych (np. na datach kalendarzowych), komponowania i odtwarzania muzyki. Z użyciem nowoczesnych metod neuroobrazowania stwierdzono, że w większości przypadków niezwykłe umiejętności są związane z pracą prawej półkuli mózgu (mają wtedy charakter konkretny, niesymboliczny). Często obserwuje się równoczesne osłabienie funkcji przypisywanych lewej półkuli (umiejętności lingwistyczne, empatia, komunikacja i działanie społeczne), jednak znane są przypadki współwystępowania wybitnych umiejętności różnego rodzaju.

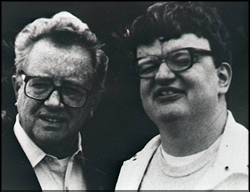
Kim Peek ze swoim ojcem i opiekunem (Fran Peek; fot. Darold Treffert)

Darold Treffert poznał oba prawdopodobnie najbardziej znane przypadki sawantyzmu:
- Kima Peeka – człowieka o „pamięci absolutnej”, który m.in. znał na pamięć 12 tys. książek i rozpoznawał ze słuchu większość utworów muzycznych, jednak był w wysokim stopniu niepełnosprawny (niezdolny do samodzielnego życia),
- Daniela Tammeta – sawanta-synestety, obdarzonego ponadprzeciętnymi umiejętnościami arytmetycznymi i językowymi, wrażliwego, lecz zdolnego do bardzo aktywnego samodzielnego życia.

Darold Treffert jest bardzo zainteresowany przypadkami nagłego pojawiania się sawantyzmu u zdrowych ludzi w różnym wieku, np. wskutek silnych urazów mózgu. W ten sposób nabyli niezwykłych cech m.in. Orlando Serrell (uzyskał dostęp do niezwykłych zasobów własnej pamięci o minionych zdarzeniach po uderzeniu piłką baseballową) i Jason Padgett (po wstrząśnieniu mózgu zaczął widzieć obrazy-„fraktale” i zmienił sposób postrzegania otoczenia). Odkrycie „nabytego zespołu sawanta” D. Treffert uważa za wskazówkę, że w każdym z ludzkich mózgów może istnieć „wewnętrzny sawant” – uśpiony potencjał możliwości artystycznych lub intelektualnych, które można będzie wyzwolić nie tylko w wyniku choroby lub wypadku.
Działalność D. Trefferta nie ogranicza się do pracy naukowej i klinicznej, prowadzonej na obszernym, mało poznanym polu (dotyczącej rzadkich przypadków, rozproszonych po świecie). Podjął się on również intensywnej popularyzacji problemu swoich pacjentów. Zabiegał o podjęcie prac legislacyjnych, zmierzających do ochrony praw osób z zaburzeniami psychicznymi oraz ich rodzin. Zgromadzone materiały (artykuły, książki, filmy i in.) są obecnie zebrane, wykorzystywane i udostępniane w Treffert Center (w nim Treffert Library, Treffert Clinic, Treffert Academy, Agnesian Autism, Behavior and Communication Center). Centrum zostało otwarte w 2016 roku w miejscu, w którym 54 lata wcześniej D. Treffert rozpoczynał pracę z chorymi dziećmi – na terenie kampusu St. Agnes Hospital w Fond du Lac.

## Publikacje naukowe i popularyzacja wiedzy
Artykuły naukowe
Darold Treffert jest autorem ponad 50 artykułów w fachowych czasopismach naukowych. Tematykę prac ilustrują tytuły 10. spośród artykułów, opublikowanych w latach 60. XX w. i w okresie 2012–2015 (wybrano po 5 spośród zestawionych w PubMed):
1964–1970
- The Psychiatric Patient with an EEG Temporal Lobe Focus[27]
- An Evaluation of Imipramine in Enuresis[28]
- Psychiatry Revolves as it Evolves[29]
- Child-adolescent unit in a psychiatric hospital. Five years later[30]
- Epidemiology of infantile autism[31]

2012–2015
- Toward a better understanding of the savant brain[32]
- Savant syndrome: realities, myths and misconceptions[33]
- Accidental genius[34]
- Rustproofing People: Beans or Beef?[35]
- The Savant Syndrome Registry: A Preliminary Report[36]

Książki
Z dużym światowym oddźwiękiem spotkały się książki:
- 2006 – Extraordinary People : Understanding Savant Syndrome (wkrótce przetłumaczona na 10 języków)
- 2010 – Islands of Genius : The Bountiful Mind of the Autistic, Acquired, and Sudden Savant[39][40]

Inne
Wyniki swoich obserwacji i analiz D. Treffert prezentował na licznych konferencjach naukowych. Brał również udział w wielu popularnych programach radiowych i telewizyjnych, tj. Today, CBS Evening News, 60 Minutes, Oprah, dzięki którym pojęcie „autystyczny sawant” stało się powszechnie znane. Był konsultantem w czasie realizacji filmu Rain Man (1988) i uczestniczył w nagraniach do filmów Lifting the Fog: A Look Into the Mysteries of Autism (2004) i Expedition ins Gehirn (2006). Uruchomił popularną stronę internetową Savant Syndrome; Islands of Genius (w portalu Wisconsin Medical Society).
Opinie
D. Treffert jest niekwestionowanym światowym autorytetem w dziedzinie sawantyzmu i ogólnych  problemów ochrony zdrowia psychicznego. Jego prace są cytowane w licznych artykułach naukowych i innych opracowaniach (np. w książce Lawrence’a Osborne’a pt. American Normal : The Hidden World of Asperger Syndrome, istotnej dla sprawy godnego traktowania osób z zespołem Aspergera). Wydana po ok. 50 latach pracy z geniuszami (uczonymi) książka Islands of Genius została z bardzo dużym uznaniem przyjęta przez wielu czytelników. Ocenili ją wysoko m.in. Daniel Tammet, Temple Grandin, Oliver Sacks, recenzenci The American Journal of Psychiatry, jednak były formułowane również zastrzeżenia. Recenzenta British Journal of Psychiatry raziły np. sentymentalne opisy przypadków, brak jednolitości stylu poszczególnych części, próby forsowania własnych poglądów (np. krytyka testów IQ, które Treffert uważa za krzywdzące dla sawantów).

## Nagrody, wyróżnienia
Otrzymał nagrody honorowe od:
- Wisconsin Mental Health Association
- Office of Alcoholism and Drug Abuse of Wisconsin
- Wisconsin Association for Marriage and Family Therapy

W 1979 roku znalazł się na liście The Best Doctors in America, a w 2006 roku – został wyróżniony przez Treatment Advocacy Center  w Arlington za wysiłki na rzecz reformy prawnej ochrony zdrowia psychicznego i zwiększenia dostępu dla poważnie chorych psychicznie do leczenia (National Torrey Advocacy Commendation).